# اچ‌ام‌ای‌اس آردنت (پی ۸۷)
اچ‌ام‌ای‌اس آردنت (پی ۸۷) (به انگلیسی: HMAS Ardent (P 87)) یک کشتی است که طول آن ۱۰۷٫۶ فوت (۳۲٫۸ متر) می‌باشد. این کشتی در سال ۱۹۶۸ ساخته شد.